# Bataille de Mulleriyawa
Guerre cingalaise-portugaise
La  bataille de Mulleriyawa  (singhalais : මුල්ලේරියාව සටන) en 1559 faisait partie de la guerre cinghalaise-portugaise. Ce fut l'une des batailles les plus décisives de l'histoire du Sri Lanka et considérée comme la pire défaite des Portugais au cours de cette période sur cette île. Selon les chroniques locales, les marais de Mulleriyawa sont devenus rouges de sang après la déroute des portugais. Avec cette victoire, le Royaume de Sitawaka a émergé comme une puissance militaire capable de défier l'expansion portugaise.

## Contexte
Les Portugais sont arrivés au Sri Lanka en 1505 et ont établi des relations commerciales avec le royaume de Kotte. Ils ont érigé une forteresse à Colombo et y ont mis une garnison.
En 1521, les trois fils du roi Vijayabahu VI se sont mutinés contre leur père. Ils l'ont évincé, l'ont fait assassiner et se sont divisés le royaume, ce qui a conduit aux événements connus sous le nom de «Wijayaba Kollaya» (Vijayaba Kollaya). Le fils aîné, Buvanekabahu VII reçut Kotte avec le bord de la mer et régna avec le titre d'empereur. Le second fils reçut le principauté de Raigama et régna sous le nom de Roi Raigam Bandara. Le plus jeune fils, qui a orchestré la mutinerie, a reçu le royaume de Sitawaka et a régné en tant que  Roi Mayadunne Bandara.
Avec la mort de Raigam Bandara en 1538, Mayadunne annexa la principauté de Raigama et envahit Kotte. Le roi Buvanekabahu VII, avec l'aide des Portugais, a vaincu les forces d'invasion de Mayadunne, ouvrant finalement la voie à une paix difficile entre deux royaumes.
Alors que les Portugais voulaient mener une offensive à grande échelle contre le Sitawaka, Bhuvanekabahu VII n'a pas soutenu leur cause ; il ne voulait que l'aide portugaise à des fins défensives. Après la mort de Bhuvanekabahu en 1551, son petit-fils catholique, Dharmapala succéda au trône de Kotte. Cependant, il était plus ou moins un roi fantoche sous influence portugaise. À cette époque, le roi Mayadunne attaquait la frontière de Kotte et étendait la sphère d'influence de Sitawakan.
Après l'échec du siège de Kotte de 1557 à 1558 par Mayadunne, les Portugais ont établi des plans pour envahir Sitawaka.

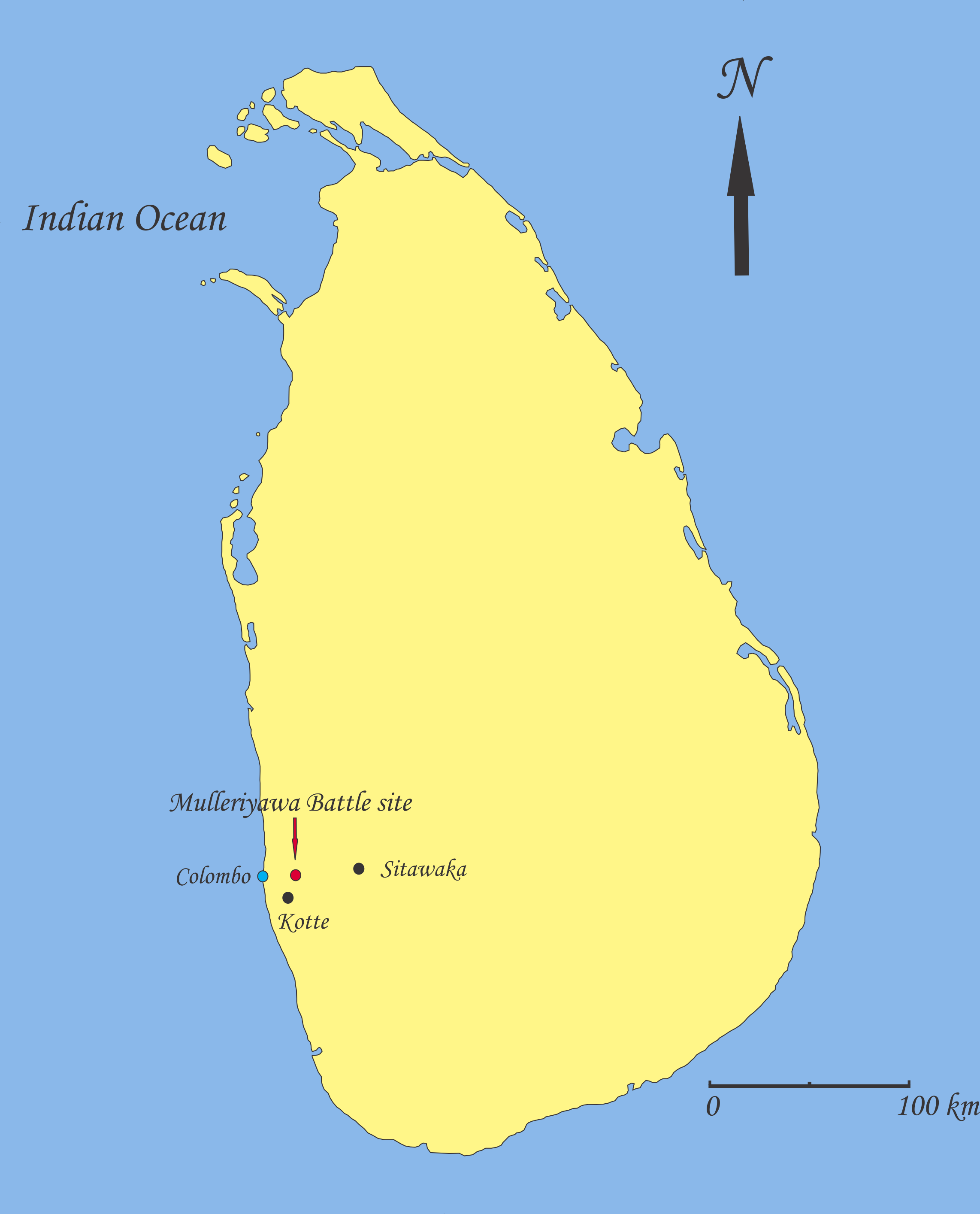
Lieu de la bataille de Mulleriyawa

### Date de rencontre et le commandant du portugais
Il est largement admis qu'une armée portugaise dirigée par le capitaine-major Afonso Pereira de Lacerda a été vaincue par les forces Sitawakan à Mulleriyawa en 1562. Mais les sources portugaises fournissent une image différente.
Pereira de Lacerda souffrait de paludisme chronique qui l'a presque réduit au délire. Alors Goa a envoyé un commandant vétéran nommé Jorge de Menezes (surnommé Baroche pour ses exploits à la ville de Broach qui se trouve dans le  baie de Cambaya) pour prendre le relais. Il a repris le poste en 1559 et a affirmé qu'il avait l'intention d'achever l'ennemi qui l'avait amené sur l'île. De Menezes est sorti, déclenchant les événements qui ont finalement conduit à la bataille de Mulleriyawa.
De Menezes a occupé le poste de capitaine-major de Ceylan portugais de 1559 à 1560, ce qui place la bataille quelque temps après mai 1559 et remet en même temps en question la date ci-dessus (1562),.

## Mouvement au combat

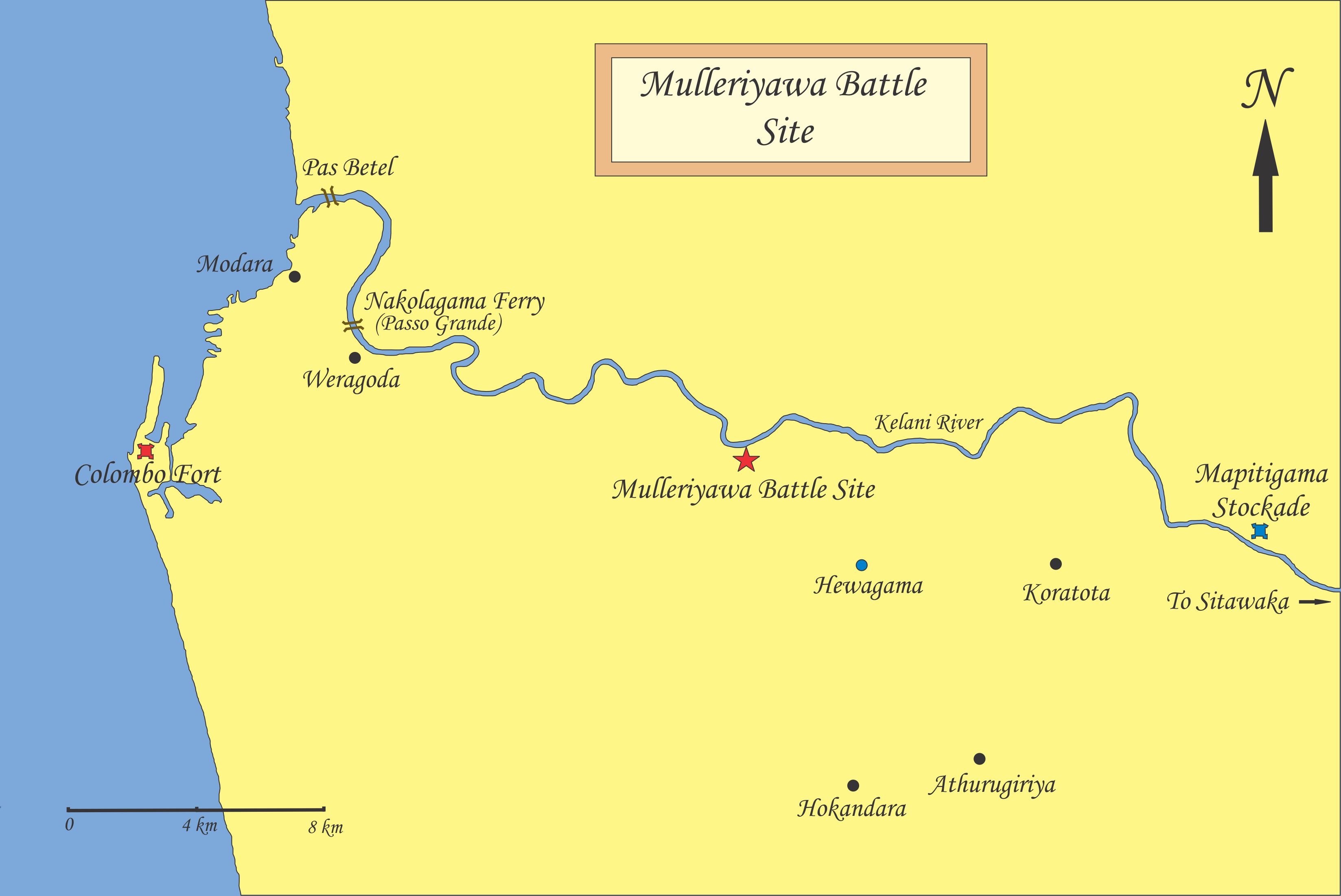
Lieu de la bataille de Mulleriyawa et autres lieux importants en relation avec la rivière Kelani

Les Portugais ont avancé le long de la rive sud de la rivière Kelani à travers Maedanda et Weragoda vers Mulleriyawa. Leur objectif était de s'emparer de la  palissade de Mapitigama qui se trouvait sur la rive nord. Elle était stratégiquement située (aujourd'hui Udumapitigama) contrôlant la route fluviale et terrestre vers Sitawaka. Par conséquent, en la capturant, les Portugais espéraient l'utiliser comme rampe de lancement pour l'invasion à venir.
Le roi Mayadunne reçut la nouvelle de cette force d'invasion et envoya une armée sous le commandement de son fils Tikiri Bandara vers Hewagama. À son arrivée, il a convoqué la caste militaire des régions d'Aturigiri Korale, Hewagam Korale, Koratota et Hokandara pour renforcer encore ses effectifs. Étonnamment, les ennemis auparavant féroces du Royaume de Sitawaka, le jeune Maggona Arachchi, fils du défunt général Maggona Arachchi se sont joints aux forces de Sithawaka pour détruire l'armée d'invasion portugaise et de leurs alliés sri-lankais. On pense qu'après la chute du Royaume de Kotte avec le fils du Veediya Bandara, Dharmapala de Kotte, les combattants de Maggona étaient désespérés à propos du pays et de la nation.
Pendant ce temps, un détachement portugais dirigé par Jorge de Menezes et Jorge de Melo a surpris avec succès les gardes-frontières de Sitawakan en retraite lors d'une attaque sournoise à l'aube. Ils ont capturé une palissade plus petite sur la rive sud, tuant la garnison de 300 hommes. Encouragé par ce premier succès, de Menezes prépara ses forces pour capturer la grande palissade de Mapitigama. À ce moment, il reçut des rapports sur les forces Sitawakan dans un pré (Hewagama) et a ordonné une marche nocturne.
Tikiri Bandara était au courant des mouvements de de Menezes et de Melo, et a envoyé une force sous Wickramasinghe Mudali pour vérifier leur avance. Ces armées se sont rencontrées au village de Mulleriyawa une heure avant l'aube.

## 1ère bataille de Mulleriyawa
La bataille fut courte et les Sitawakans furent vaincus. Ils se replient vers Hewagama en laissant 200 morts, poursuivis par les Portugais. Wickramasinghe Mudali est lui-même blessé. Jorge de Menezes veut anéantir les Sitawakans et presse la poursuite.
Les forces de Sitawakan en retraite se sont réfugiées dans un passage étroit qui avait été fortifié plus tôt. Contre le meilleur jugement des soldats vétérans, de Menezes ordonna d'attaquer le col fortifié. Mais désormais réorganisé et bien retranché, Wickramasinghe Mudali parvient à repousser des vagues d'attaques à répétition.
Ces efforts futiles épuisèrent les Portugais et consommaient leurs réserves de munitions. Lorsque les capitaines ont approché de Menezes au sujet des faibles réserves de poudre à canon, cela a conduit à la célèbre réponse «... S'il n'y a pas de poudre, ils pourraient charger leurs mousquets avec du sable, et s'ils ne tiraient pas, ils pouvaient finir le combat par l'épée, car ces braves Portugais n'avaient pas besoin d'armes tant qu'ils avaient des ongles et des dents ».
De Menezes a renouvelé l'attaque, mais ses hommes se sont retirés contre ses ordres de se retenir. Épuisés et à court de munitions, ils ont été forcés de se reposer au village de Mulleriyawa.

## 2ebataille de Mulleriyawa
Une fois qu'il a reçu la nouvelle, Tikiri Bandara a divisé ses forces en trois groupes. Le premier groupe était composé de miliciens d'Athurugiriya, Hewagama, Koratota, Hokandara, et de 1000 Sitawakan épéistes avec des targes. Il les envoya dans une manœuvre de flanc pour couper la retraite de l'ennemi et attaquer par l'arrière.
Puis il a renforcé les forces restantes de Wickramasinghe Mudali avec des éléphants et des porteurs de cible d'élite et les a déployés dans les ailes gauche et droite. Leur rôle exact n'est pas connu, mais leurs ordres étaient probablement de sécuriser les flancs et de se tenir en réserve.
Enfin, Tikiri Bandara a déployé les porteurs de cibles restants, les éléphants de guerre et la cavalerie au centre et a pris le commandement lui-même.
Pendant ce temps, les Portugais ont trouvé leurs arrières bloqués par de grands arbres et l'ennemi à proximité, ils se sont rangés (disposés en rangs de bataille) dans une zone dégagée à Mulleriyawa. Rajavaliya précis sur le fait que les forces de Sitawaka ont attaqué une armée ennemie en formations, par contre selon des sources portugaises elles ont été prises en embuscade par une force d'éléphants de guerre lors de leur retrait.

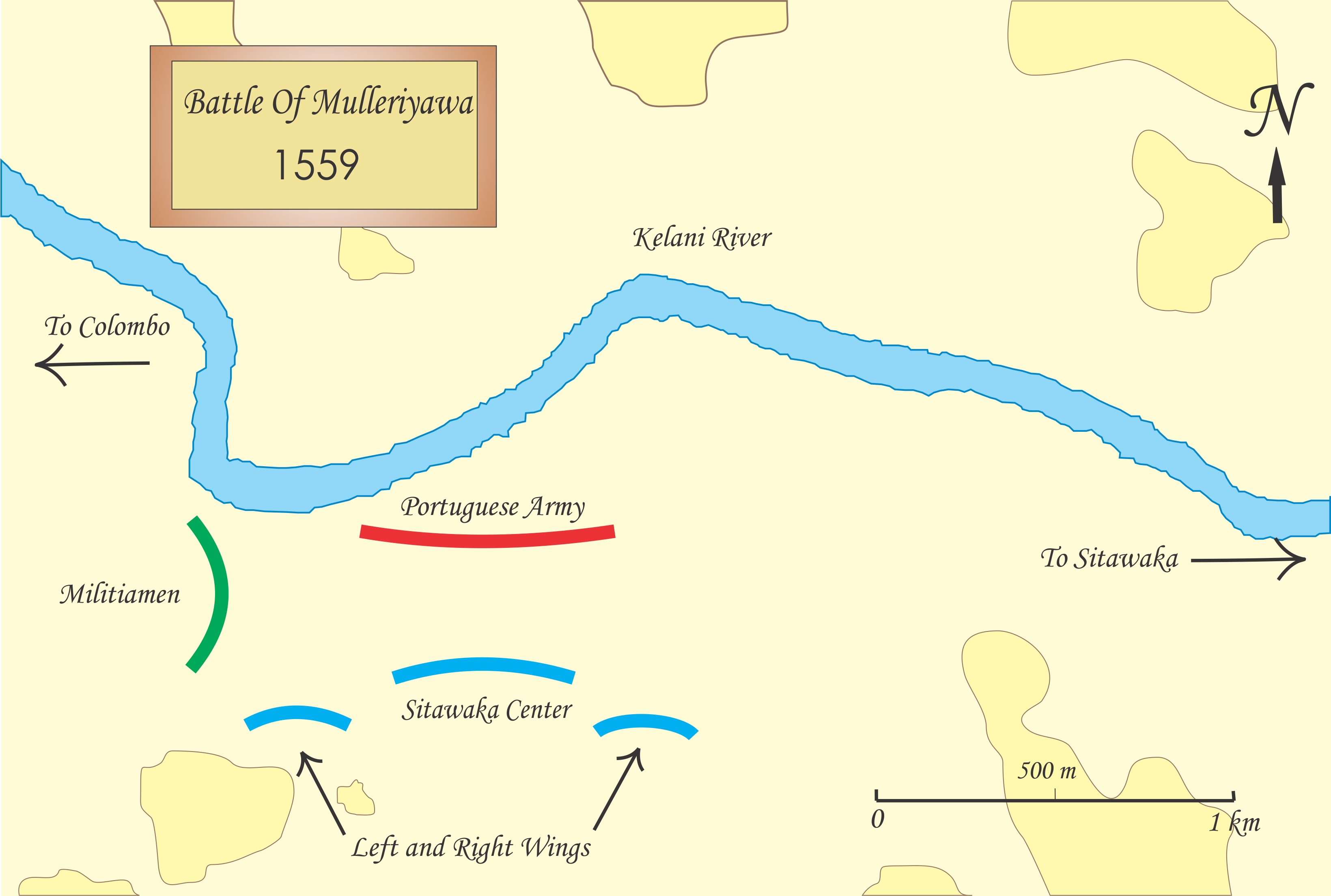
Bataille de Mulleriyawa - Disposition des troupes

Tikiri Bandara, monté sur un cheval, a mené le centre sur une attaque frontale complète. Sa force était organisée en divisions (division Jayasundara, division Vijayasundara), mais les porteurs de targe, les éléphants de guerre et les chevaux chargés se mêlaient pour empêcher les Portugais de recharger leurs mousquets. Les porteurs de targe s'avançaient sous le couvert des éléphants pour éviter le feu («s'accrochant à la queue des éléphants» - Rajavaliya). Au même moment, la force mixte de la milice et des porteurs de targe a attaqué par l'arrière et le flanc et a rejoint le combat.
La manœuvre de flanc a fonctionné et les éléphants de guerre ont percé les rangs portugais. La bataille est rapidement devenue une mêlée intense; incapables de recharger, les Portugais ont dû utiliser leurs mousquets comme gourdins. L'intensité de la bataille décrite dans des sources portugaises par des récits d'hommes essayant d'arrêter des éléphants avec des bannières et un soldat attaquant Chingalaz (Cinghalais) avec des dents quand il a perdu ses armes.
Tikiri Bandara a parcouru toute la ligne de bataille, encourageant les hommes à appuyer continuellement sur l'attaque et à combler les lacunes. Une fois, les Portugais ont réussi à battre en retraite à travers une brèche dans la ligne et ont constaté que les forces de Sitawaka se précipitaient vers le prochain col pour couper à nouveau leur retraite.
Les Portugais s'étaient presque abandonnés quand quelque chose d'inattendu s'est produit. Un soldat nommé António Dias de Lomba a tiré un canon berço  (canhão de berço - chargement par la culasse pistolet pivotant habituellement utilisé pour des coups de mitraille) qui avait été abandonné sur le terrain. Le coup de feu est tombé parmi une ligne de soldats Sitawakans, en tuant beaucoup. Cela a dû choquer les forces de Sitawaka car elles ont cessé d'attaquer. Profitant de l'accalmie, les Portugais ont réussi à battre en retraite à travers un bois. Bien que les Sitawakans ne pressent plus l'attaque, des sources portugaises fournissent les noms de 6 soldats qui ont été tués dans ce bois par les forces de Sitawaka en utilisant uniquement des tirs de mousquet. Certains soldats portugais se sont retirés en utilisant des bateaux.
Ceux qui se sont échappés ont trouvé refuge dans la plus petite palissade qu'ils ont capturée au début de la campagne. Cependant, beaucoup ont été blessés et leur fierté a été ébranlée.

## Victimes
Selon des sources portugaises, seuls 50 soldats ont été tués (30 dans la bataille principale et 20 de leurs blessures, après s'être retirés dans la petite palissade). Selon Rajavaliya, 1 600 Portugais et Lascarins en plus de plusieurs hommes et officiers du Royaume de Kotte ont été tués. Mais les sources portugaises et locales sont silencieuses sur le nombre de victimes de Sitawaka.

## Conséquences
Ce fut l'une des rares batailles rangées entre les Portugais et les Cinghalais. Les Portugais sont devenus sévèrement affaiblis dans leur zone d'influence et la menace contre le Royaume de Sitawaka a cessé. Enhardis par cette victoire, Mayadunne et Tikiri Bandara menèrent de fréquentes attaques contre les Portugais et le Royaume de Kotte. En 1565, les Portugais n'étaient plus capables de tenir la capitale de Kotte. Ils abandonnèrent Kotte et s'installèrent à Colombo (qui était gardée par un puissant fort et la marine portugaise) avec leur allié, le roi Dharmapala.

## Lieux aujourd'hui
Les suggestions suivantes sont basées sur les recherches de l'historien Dr C Gaston Perera mais ces lieux n'ont pas été vérifiés archéologiquement.
1) Mapatigama Stockade - Terrain surélevé plus près de la rive nord de la rivière Kelani au traversier Ranala - Udumapitigama.
2) Raggahawatta Fort - une montée porte encore le nom de Raggahavatta au bord de la rivière dans la région de Kaduwela. En dessous, la rive du fleuve porte encore des traces de remblai qui servait aux canons qui attaquaient le « kattala ».
3) Site de la bataille de Mulleriyawela - Zone de Levallavatta entre Ambatale et la rivière Kelani.

## 450e anniversaire de la bataille de Mulleriyawa
Les combattants Angampora de Korathota Arachchi qui se sont battus pour cette bataille historique ont été organisés la nuit du 2012-08-23 sur les rives du lac Mulleriyawa pour commémorer le 450e anniversaire de la victoire à la bataille de Mulleriyawa. Le spécialiste dAngam Ajantha Mahantharachchi (ancien connu sous le nom d'Ajanta Perera - maître de karaté et un seul vrai maître dAngam restant) et ses élèves ont présenté une dramatisation de la tradition de combat indigène ainsi qu'une cérémonie religieuse, pour rendre hommage et immortaliser les guerriers de la légendaire bataille de 1562. Un site Web comprenant l'historique de ce grand morceau de terre a été lancé en même temps  par le ministre Ranjith Siyabalapiya en ce jour commémoratif.